# Davídovskoie
Davídovskoie (en rus: Давыдовское) és un poble de l'óblast de Vladímir, a Rússia, segons el cens del 2010 tenia 121 habitants. Pertany al districte municipal de Koltxúguino.